# Ґу Сяолі
Ґу Сяолі (28 березня 1971) — китайська академічна веслувальниця.
Бронзова призерка Олімпійських Ігор 1992 року в складі парної двійки, учасниця 1996 року.